# Marie Helene Aarestrup
Marie Helene Aarestrup (27 de mayo de 1826 Flekkefjord – 9 de junio de 1919 París) fue una pintora e ilustradora de género, de retrato y de animales noruega.

## Biografía
Marie Helene era la hija del magistrado noruego Peter Nicolai Aarestrup y su mujer Sara Haasted. Obtuvo su primera formación artística en 1843, con el pintor Hans L. Reusch en Bergen, y continuó de 1843 a 1844 en Copenhague. Después de la muerte de su padre en 1846, vivió de 1848 a 1851 en Copenhague, donde atendió a una escuela de profesores. Después,  trabajó hasta 1854 como profesora particular en Dinamarca y Suecia. En 1859, estudió con el francés Jean-Baptiste-Ange Tissier (1814–1876) en París. En 1863, tuvo su primera exposición en Christiania, "An Italian Shepherd Boy". Ganó una beca estatal, y estudió en Düsseldorf medio año con el pintor suizo Benjamin Vautier. De 1865 a 1871, vivió en Bergen. Más tarde, trabajó otra vez en París, primero con Tissier, y luego en el único estudio femenino del pintor francés Charles Joshua Chaplin. Su trabajo consistió principalmente de retratos y pinturas de género. Su retrato excepcional de la cantante de ópera sueca Christina Nilsson fue mostrado en 1865 en el Salón de París y en 1866 en la exposición escandinava en Estocolmo.
Aarestrup trabajó no sólo como pintora, sino en otros campos, a menudo trabajando en el extranjero. De 1871 a 1888,  enseñó lengua inglesa. En 1883, sus trabajos estuvieron presentados en la Exposición de Pesca en Londres, y en 1886 en la Exposición de Arte Nacional en Bergen. En 1872, después de que viaje a Polonia, la representación de caballos fue foco importante de su trabajo futuro. En reconocimiento de esos trabajos, en 1904, en una exposición en París,  ganando una medalla de plata. En sus años más tardíos,  vivió principalmente en la capital francesa, donde falleció en 1919, a la edad de 93 años.

## Obra
- "El niño que juega" y "Shepherf Boy" Art Union Christiania, 1863
- "Retrato de la cantante Kristina Nilsson", 1865
- "Corazón en el Hotel Cluny" y "chica de flor", Goteborg, Kunstmuseum